# Kácsor Gréta
Kácsor Gréta (Budapest, 2000. április 24. –) Európa-bajnoki bronzérmes magyar válogatott kézilabdázó, balátlövő, a román CSM Slatina játékosa.

## Pályafutása

### Klubcsapatokban
A Vác felnőtt csapatának keretéhez 2016-ban került fel, majd 2017-ben írta alá első profi szerződését. A 2017–2018-as szezontól egyre több lehetőséget kapott a Pest megyei csapatban, amelynek a 2018–2019-es szezontól már meghatározó és legeredményesebb játékosa volt, bemutatkozhatott a nemzetközi kupaporondon, az EHF-kupában is. 2017-ben és 2018-ban is a legjobb ifjúsági korú játékosnak választották Magyarországon. 2019. október 19-én az osztrák Hypo Niederösterreich elleni EHF-kupa-párharc visszavágóján 14 gólt szerzett, csapata kettős győzelemmel jutott tovább. A 2022–2023-as szezont megelőzően a DVSC csapatához szerződött. 2024 nyarán a román bajnokságban szereplő Gloria Bistrița játékosa lett. Az idény végén bronzérmes lett a román bajnokságban, majd 2025 nyarán a CSM Slatina csapatához igazolt.

### A válogatottban
2017-ben aranyérmet nyert a Győrben rendezett Európai Ifjúsági Olimpiai Fesztiválon a magyar csapattal, Ugyanebben az évben az U17-es Európa-bajnokságon bronzérmes lett a magyar korosztályos válogatottal. 2018-ban ezüstérmet szerzett az ifjúsági válogatott tagjaként a Kielcében rendezett világbajnokságon. Tagja volt a 2018-ban Debrecenben világ- és a 2019-ben Győrben Európa-bajnokságot nyerő junior válogatottnak. Utóbbi tornán bekerült az All-Star csapatba is.
A felnőtt válogatottban 2020. november 28-án mutatkozott be egy Svédország elleni felkészülési mérkőzésen (28–27). Részt vett a 2020-as Európa-bajnokságon is. Tagja volt a 2024-es párizsi olimpián 6. helyezett magyar csapatnak. A decemberi Európa-bajnokságon a magyar válogatott 12 év után újból bronzérmet szerzett a kontinenstornán, amelynek ő is tagja volt.

## Sikerei, díjai
Magyarország
- Európai Ifjúsági Olimpiai Fesztivál
  -  Arany: 2017
- Ifjúsági világbajnokság
  -  Ezüst: 2018
- Junior világbajnokság
  -  Arany: 2018
- Junior Európa-bajnokság
  -  Arany: 2019

Egyéni elismerés
- Az év ifjúsági korú játékosa Magyarországon: 2017, 2018[17]
- A junior Európa-bajnokság All-Star csapatának tagja: 2019